# Wilhelm Droste (Politiker, 1933)
Wilhelm Droste (* 9. März 1933 in Altena; † 23. Oktober 2020) war ein deutscher Politiker (CDU). Er gehörte von 1970 bis 1985 dem Landtag von Nordrhein-Westfalen an.

## Leben und Beruf
Nach dem Besuch der Volksschule und des Gymnasiums absolvierte Droste eine Konditorlehre, bestand 1952 die Gesellenprüfung und besuchte anschließend die Fachschule für Konditoren. Er legte 1957 die Meisterprüfung ab und betrieb ab 1960 eine eigene Konditorei mit Café in Ratingen-Hösel. Er war außerdem Obermeister der Konditoreninnung im Kreis Mettmann.
Droste war verwitwet und hatte vier Kinder. Sein gleichnamiger ältester Sohn Wilhelm Droste wurde ebenfalls CDU-Politiker und war von 1995 bis 2016 nordrhein-westfälischer Landtagsabgeordneter im selben Wahlkreis wie der Vater sowie ab 2006 Justiziar der CDU-Fraktion. Die Tochter Bernadette Droste ist ebenfalls Juristin und CDU-Mitglied, sie leitet die Landesvertretung Hessens in Berlin. Der Sohn Andreas Droste ist Notar in Burscheid. Der jüngste Sohn Michael ist Konditormeister und übernahm den familiären Betrieb in Ratingen.
Ab 1990 erweiterte Droste zusammen mit seinem Sohn Michael den Betrieb zur Wilhelm Droste und Michael Droste GbR, eine Kette von sechs Konditorei-Cafés in Ratingen und Nachbarorten. In die Expansion flossen Bauleistungen im Wert von 324.000 DM, die Droste in seiner Funktion als Politiker von einem in Ratingen aktiven Bauunternehmer erhielt.

## Partei und öffentliche Ämter
Droste trat 1956 der CDU bei. 1979 wurde er stellvertretender Vorsitzender des CDU-Stadtverbandes Ratingen.
Droste amtierte von 1964 bis 1974 als Bürgermeister der Gemeinde Hösel. Von 1964 bis 1974 war er Mitglied der Amtsvertretung von Angerland und dort von 1972 bis 1974 Amtsbürgermeister. Nach der Eingemeindung 1975 war er Mitglied im Rat der Stadt Ratingen und dort langjähriger CDU-Fraktionsvorsitzender sowie stellvertretender Bürgermeister.
Vom 26. Juli 1970 bis zum 29. Mai 1985 gehörte Droste als direkt gewählter Abgeordneter dem nordrhein-westfälischen Landtag an, in der 7. und 8. Wahlperiode für den Wahlkreis 062 Düsseldorf-Mettmann III und in der 9. Wahlperiode für den Wahlkreis 042 Mettmann III (Heiligenhaus/Ratingen). 1985 verlor er den Wahlkreis an Hans Kraft (SPD).
Im Jahr 2000 legte Droste nach Bestechungsvorwürfen kurz vor der Landtagswahl alle politischen Ämter nieder.

## Strafverfahren wegen Bestechlichkeit
Wilhelm Droste wurde in einem Strafverfahren der Bestechlichkeit als Abgeordneter für schuldig befunden und entging nur durch ein Fristversäumnis des Landgerichts Düsseldorf der bundesweit ersten Verurteilung eines Politikers wegen Abgeordnetenbestechung. Die Staatsanwaltschaft hatte ein Jahr Haft gefordert.
Nach Feststellung der Staatsanwaltschaft hatte Droste als Stadtratsmitglied und stellvertretender Bürgermeister von einem Bauunternehmer seine Stimme und seinen Einfluss als „starker Mann“ der CDU-Fraktion für einen Bebauungsplan in Ratingen kaufen lassen. Im Gegenzug hatte der Bauunternehmer die Konditorei-Cafés des Konditormeisters sowie sein Wohnhaus durch Sachleistungen in Höhe von rund 147.000 DM renoviert und ausgebaut. Er nahm über Jahre hinweg 13 einzelne Zuwendungen an.
Die Staatsanwaltschaft Wuppertal erhob deswegen im Jahr 2004 Anklage. Das Landgericht Düsseldorf verzögerte die Eröffnung des Verfahrens bis 2006, um zunächst ein Grundsatzurteil des Bundesgerichtshofes (BGH) abzuwarten. Von diesem wurde im Mai 2006 entschieden, dass gewählte Politiker keine Amtsträger sind und somit nicht wegen Bestechlichkeit im Amt angeklagt werden können. Das Strafverfahren wurde dann im Juli 2006 zum Straftatbestand der Abgeordnetenbestechung eröffnet, dessen Verjährungsdauer mit zehn Jahren sehr viel kürzer ist. Diese Verjährungszeit endete für das Vergehen von Droste im November 2006, weil die endgültige Abstimmung über den Bauleitplan am 26. November 1996 stattgefunden hatte. Im März 2007 befand das Landgericht Düsseldorf Droste der Straftat der Bestechlichkeit als Abgeordneter für schuldig, sprach ihn aber aufgrund der eingetretenen Verjährung frei. Dass er das Urteil nicht rechtzeitig vor Ablauf der Verjährungsfrist gesprochen hatte, begründete der Richter mit „Arbeitsüberlastung“.
In einem zweiten Bestechungskomplex erhielt Droste von 1997 bis 1999 von demselben Bauunternehmer weitere Bauleistungen im Wert von 177.000 DM. Nach ähnlichem Muster hatte er Beratung und Beschlussfassung des Ratinger Bebauungsplans „Calor Emag“ im Sinne des Unternehmers beeinflusst. In diesem zweiten Anklagepunkt sprach zunächst das Landgericht Düsseldorf den Politiker frei. Der Richter wollte nicht mit letzter Sicherheit einen ursächlichen Zusammenhang mit dem Beschluss des Bebauungsplans im Sinne des Bauunternehmers feststellen. Die Summe hätte, so die Urteilsbegründung, auch für „allgemeines Wohlverhalten“ gezahlt worden sein können. Droste nannte diese Gerichtsentscheidung „glorreich“.
Der Bundesgerichtshof hob im Januar 2008 in der Revision das gesamte Urteil auf. Sein höchstinstanzliches Urteil begründete er mit lückenhafter Beweiswürdigung durch das Landgericht Düsseldorf. Die Bundesanwaltschaft hatte unter anderem die Verjährung des ersten Falles angezweifelt, weil die späteren Zahlungen im zweiten Fall eine fortgesetzte Bestechung darstellen könnten. Das Gericht sah als Beweis für den unmittelbaren Zusammenhang zwischen Bestechung und Abstimmung, dass die Bestechungszahlungen jeweils am Tag vor den Ratsabstimmungen geleistet worden waren. Der BGH verwies den Fall zu neuer Verhandlung und Entscheidung zurück in die untere Instanz, allerdings nicht mehr an das Landgericht Düsseldorf, sondern an das Landgericht Essen.
Im September 2009 wurde bekanntgegeben, dass die Verfahren gegen Droste gemäß § 153a StPO gegen Zahlung eines Bußgelds in Höhe von 100.000 Euro und gegen den Bauunternehmer Joachim T. gegen Zahlung von 15.000 Euro oder 500 Stunden unentgeltliche Arbeit eingestellt werden. Droste und T. seien den Vorwürfen nicht mehr entgegengetreten, was die Kammer als Geständnis auffasste.